# Bitwa pod Mławą (1939)
Bitwa pod Mławą miała miejsce na północ od Mławy między 1 i 3 września 1939 roku. Była to jedna z pierwszych bitew wojny obronnej Polski i podczas II wojny światowej w ogóle. Walczącymi między sobą siłami były polska Armia „Modlin” dowodzona przez gen. Emila Krukowicza-Przedrzymirskiego oraz niemiecka 3 Armia pod dowództwem gen. Georga von Küchlera.

## Geneza
Po traktacie wersalskim, obszar byłych Prus Książęcych został pozostawiony Niemcom jako prowincja Prusy Wschodnie. Nowa granica przebiegała ok. 120 km od Warszawy.
Niemiecki plan agresji na Polskę (Plan „Biały”) zakładał, że najważniejsza ofensywa – obok tej przeprowadzonej z Górnego Śląska – rozpocznie się w Prusach Wschodnich w ogólnym kierunku na Warszawę. Atak ułatwiać miała mała odległość od granicy do stolicy Polski oraz płaski teren Mazowsza Północnego. Najważniejsze przeszkody naturalne (bagniste lasy i zalesione wzgórza) znajdowały się na samej granicy.
Niemiecki plan agresji nie był dla Polaków żadnym zaskoczeniem. W 1939 polska Armia „Modlin” dowodzona przez gen. Emila Krukowicza-Przedrzymirskiego została przydzielona do obrony północnej granicy państwa. Została rozlokowana wzdłuż granicy z Prusami Wschodnimi, mając zatrzymać ewentualny atak niemiecki w kierunku Warszawy i Twierdzy Modlin. Na krótko przed wojną zaczęto wzmacniać obronę, budując linię fortyfikacji polowych i żelbetowych schronów na północ od Mławy, w centrum pozycji Armii „Modlin”.
Główna linia obrony była rozlokowana wzdłuż Narwi i Wisły. Było tam kilka fortyfikacji z XIX wieku, jednak większość obszaru stanowiły trudne do obrony równiny.
Po utrzymywanej w tajemnicy mobilizacji, która zaczęła się w marcu 1939, 20 Dywizja Piechoty została przydzielona do Armii „Modlin” i przetransportowana w okolice Mławy. Dodatkowo dowódca armii przydzielił pewną liczbę transportów kolejowych betonu i kilka jednostek inżynieryjnych. Dywizja miała budować w tym rejonie linie umocnień. W dniu 19 czerwca projekt był gotowy i ostatecznie został zaakceptowany przez marszałka Śmigłego-Rydza 3 lipca.
Linia okopów i schronów, osłanianych przez zapory inżynieryjne, miała zostać zbudowana na polodowcowych wzgórzach otaczających dolinę rzeki Mławki. Rzeka mogła być spiętrzona za pomocą tamy, dzięki czemu można było zwiększyć walory obronne terenu. W centrum znajdowały się bagna, prawie niemożliwe do pokonania dla oddziałów pancernych. Bagna dzieliły odcinek obrony na dwa pododcinki. Zachodni miał być wzmocniony 68 schronami, wschodni zaś, znacznie krótszy – 25 schronami.
Budowa schronów po zachodniej stronie linii obrony rozpoczęła się 14 lipca. Prace były wykonywane głównie przez żołnierzy, pod dowództwem majora Juliusza Levittoux z batalionu saperów 20 Dywizji. Budowę wschodniego pododcinka rozpoczęto 12 sierpnia. Wkrótce żołnierzom zaczęła dobrowolnie pomagać okoliczna ludność cywilna. Mimo tego, do wybuchu wojny duża część fortyfikacji nie została ukończona.

## Bitwa

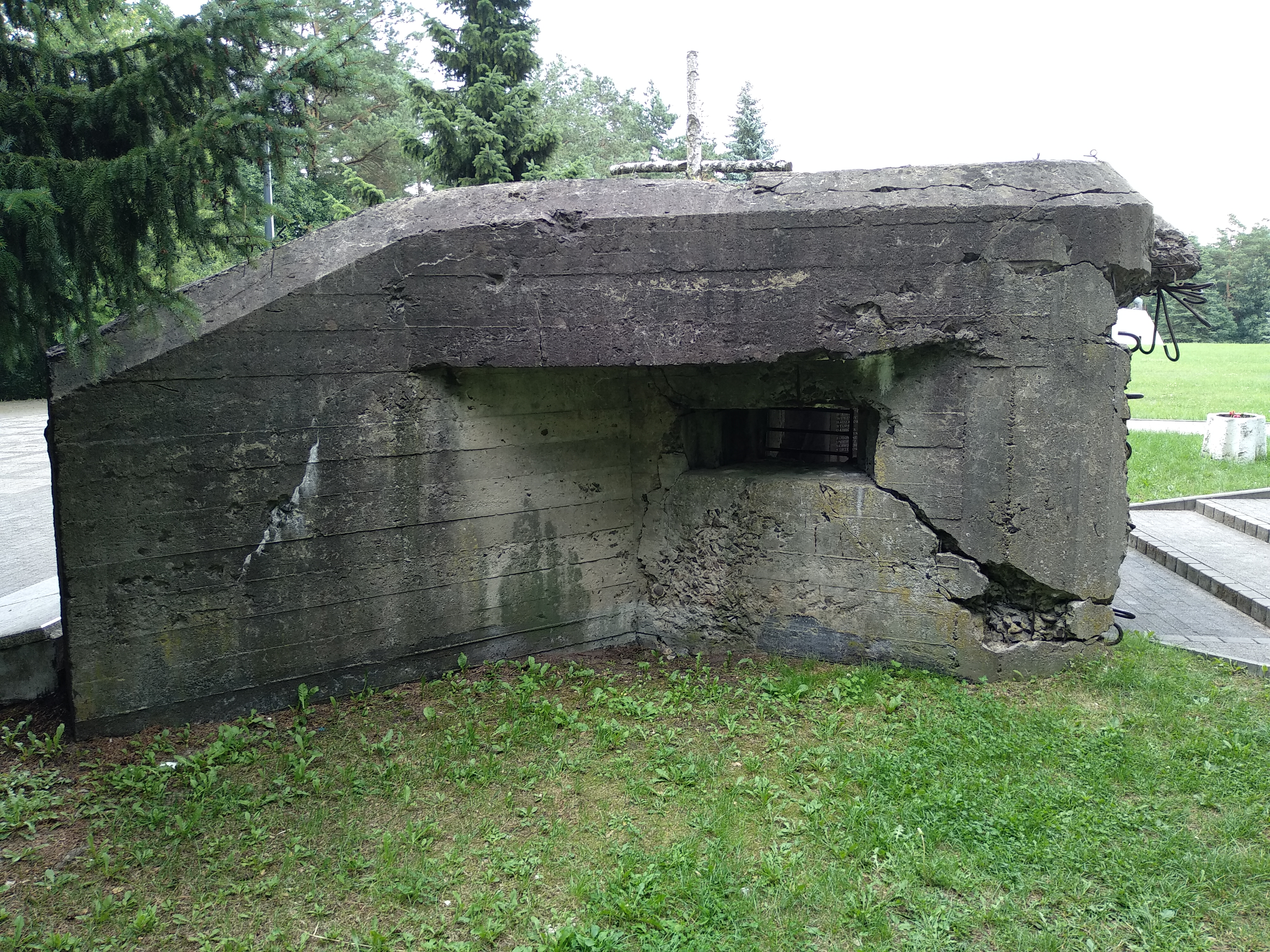
Częściowo zniszczony schron (tradytor, do prowadzenia dwustronnego ognia bocznego) nr 33 Pozycji Mławskiej. Obecnie Mauzoleum - Miejsce Pamięci Narodowej w Uniszkach Zawadzkich

Rankiem 1 września główne siły 3 Armii niemieckiej gen. Küchlera rozpoczęły natarcie na Mławę. Tędy wiodła najkrótsza droga z Prus Wschodnich na Warszawę. Broniąca tego kierunku Armia „Modlin” gen. Przedrzymirskiego dysponowała 8 i 20 Dywizją Piechoty, Nowogródzką i Mazowiecką Brygadą Kawalerii oraz oddziałami Obrony Narodowej. Na umocnienia polskie bronione przez 20 Dywizję Piechoty płk. Wilhelma Liszki-Lawicza, uderzyły jednostki I Korpusu i Korpusu „Wodrig” – łącznie 4 dywizje piechoty, Dywizja Pancerna „Kempf” i brygada kawalerii. Nieprzyjaciel, zaskoczony silnym i celnym ogniem broni maszynowej oraz ostrzałem artyleryjskim 20 DP, poniósł ciężkie straty. Po niepowodzeniu kolejnego natarcia piechoty, Niemcy wprowadzili do akcji czołgi. Po utracie 6 maszyn (z 50) – pozostałe zawróciły.
Następnego dnia (2 września) niemiecki 1 Korpus ponawiał bezskuteczne ataki. Korpus „Wodrig” opanował dwa kluczowe punkty polskiej obrony: Żaboklik i Górę Kamieńską. Gen. Küchler przegrupował 3 Armię. Dywizja Pancerna „Kempf” została przesunięta nocnym marszem pozafrontowym na wschodnie skrzydło polskiej obrony, by zaatakować całą kolumną. Niemcy osiągnęli wielką przewagę.
Kolejnego dnia (3 września) obrońcy Mławy dalej stawiali zaciekły opór i zatrzymali w ciężkich bojach oddziały Korpusu „Wodrig”, zbliżające się od wschodu. Na południu oddziały płk. Teodora Furgalskiego ruszyły do natarcia w 2 rozbieżnych kierunkach: 21 pp na Przasnysz, by odciążyć Mazowiecką Brygadę Kawalerii, a 13 i 32 pułk piechoty na skrzydło oddziałów niemieckich, atakujących 79 pułk piechoty pod Mławą. 21 pułk piechoty płk. Sosabowskiego trafił na niemiecką 12 Dywizję Piechoty i wśród zaciętych walk postępował naprzód, ale pozbawione wsparcia artylerii uderzenie załamało się. Gdy w nocy od strony Gruduska nadjechały niemieckie wozy pancerne, oba pułki, 13. i 32., ogarnęła panika i porzucając sprzęt, rozpoczęły bezładny odwrót. Jedynie 21 pułk piechoty płk. Sosabowskiego wycofał się w zwartym szyku, zbierając po drodze pododdziały rozbitych pułków, w kierunku Modlina. Jednostki niemieckie wciąż parły naprzód. Przed północą dotarły do Modlina i rozpoczęła się walka o miasto-twierdzę.

## Po bitwie
4 września, wobec niemożliwości utrzymania oskrzydlonych od wschodu pozycji, dowództwo polskie zdecydowało się na odwrót 20 Dywizji Piechoty w kierunku Modlina. W odpowiedzi dowództwo niemieckie przeprowadziło zmasowane bombardowania lotnicze wycofujących się oddziałów polskich. Dobra pogoda oraz sprzyjający samolotom płaski teren sprawiły, że ponawiane przez cały dzień bombardowania Luftwaffe osiągnęły pełny sukces: 20 Dywizja Piechoty została zdezorganizowana i dopiero po kilku dniach od dotarcia do odległego o około 100 km Modlina jej gotowość do walki została przywrócona.
Niemiecki sukces pod Mławą umożliwił dowództwu 3 Armii głęboki manewr oskrzydlający całą obronę Warszawy: I Korpus Armijny i Korpus Armijny „W” zostały skierowane do sforsowania Narwi i zdobywając główne punkty oporu na linii rzeki (Pułtusk i Różan, gdzie 6 września po raz pierwszy w kampanii wrześniowej przekroczono tzw. linię wielkich rzek) uniemożliwili stworzenie stałego frontu. W ten sposób polski plan obrony załamał się.
13 września dywizje niemieckie dotarły do Twierdzy Modlin i Warszawy od wschodu, zamykając okrążenie miasta i twierdzy.

## Podsumowanie

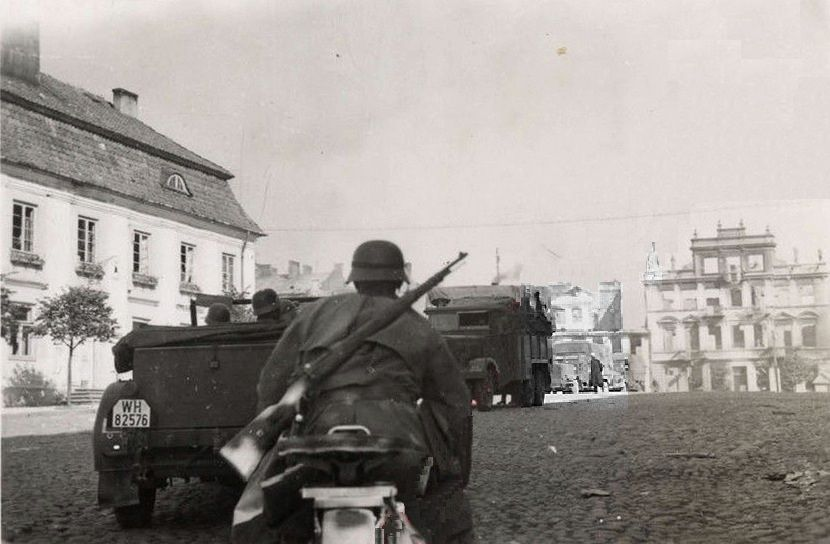
Niemcy zajmują Mławę

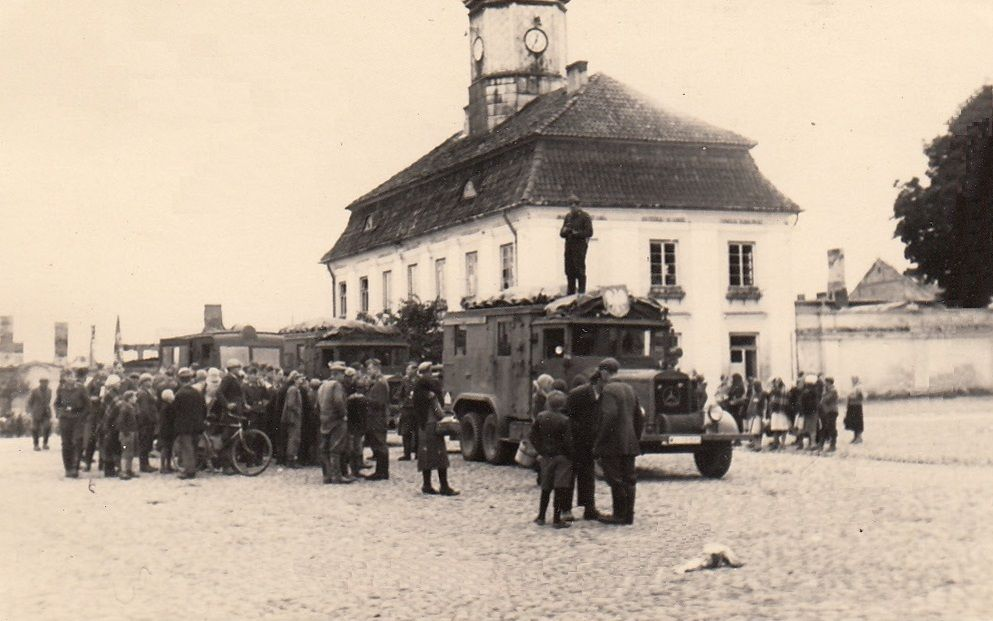
Niemcy na rynku w Mławie

Bitwa pod Mławą jest nie tylko jedną z najważniejszych bitew kampanii wrześniowej, ale też perfekcyjnym przykładem zalet i wad obydwu stron. Przewaga niemiecka (poza przewagą w lotnictwie) na Mazowszu Północnym nie była decydująca (9 dywizji, w tym jedna – słaba – dywizja pancerna przeciw 6 dywizjom i 4 brygadom – trzem kawalerii i jednej obrony narodowej – po stronie polskiej), bagnisty i pocięty rzekami teren sprzyjał obronie. Obronę wspierały też liczne stałe i polowe fortyfikacje: Twierdza Modlińska, stare (ale unowocześnione) forty na linii Narwi, fortyfikacje mławskie.
Jednakże sytuacja Wojska Polskiego została znacznie utrudniona przez czynniki natury politycznej: powstrzymanie aż do ostatniej chwili (na skutek nacisków sojuszników brytyjskich i francuskich) mobilizacji powszechnej sprawiło, że dwie polskie dywizje (1 DP i 41 DP) w dniu rozpoczęcia walk były dopiero koncentrowane (i ostatecznie nie zdążyły wziąć udziału w walkach pod Mławą), a jedna (8 DP) nie była w pełni gotowa do działań.
Kolejną wadą Wojska Polskiego była zła organizacja: na Mazowszu Północnym zabrakło dowództwa, które miałoby kompetencje do dysponowania wszystkimi siłami. W czasie gdy Armia „Modlin” ciężko walczyła pod Mławą, SGO Narew (gotowe do akcji 18 DP i Podlaska Brygada Kawalerii, koncentrowana 33 DP) bezczynnie osłaniały nieatakowaną linię Narwi od Ostrołęki po Osowiec. Stronie polskiej zabrakło też dostatecznych informacji wywiadowczych, a w decydujących godzinach bitwy (wieczorem i w nocy 3 września) także dobrze zorganizowanej łączności, która pozwoliłaby na koordynację działań walczących wielkich jednostek.
Strona niemiecka popełniła tylko jeden poważny błąd: wywiad nie wykrył istnienia fortyfikacji mławskich, co doprowadziło do poniesienia pewnych strat przez 11 i 61 DP oraz przez Dywizję Pancerną „Kempf” 1 i 2 września. Późniejsze jednak działania, zwłaszcza użycie stosunkowo słabej (zaledwie połowa stanu „zwykłej” niemieckiej dywizji pancernej) DPanc „Kempf” do decydującego ataku w momencie, gdy w wojsku polskim pojawił się kryzys było przykładem perfekcyjnej realizacji doktryny Blitzkriegu.
Także głęboki manewr oskrzydlający ze sforsowaniem Narwi 6 września to przykład właściwego wykorzystania rozpoznania dla odniesienia sukcesu strategicznego.

## Upamiętnienie

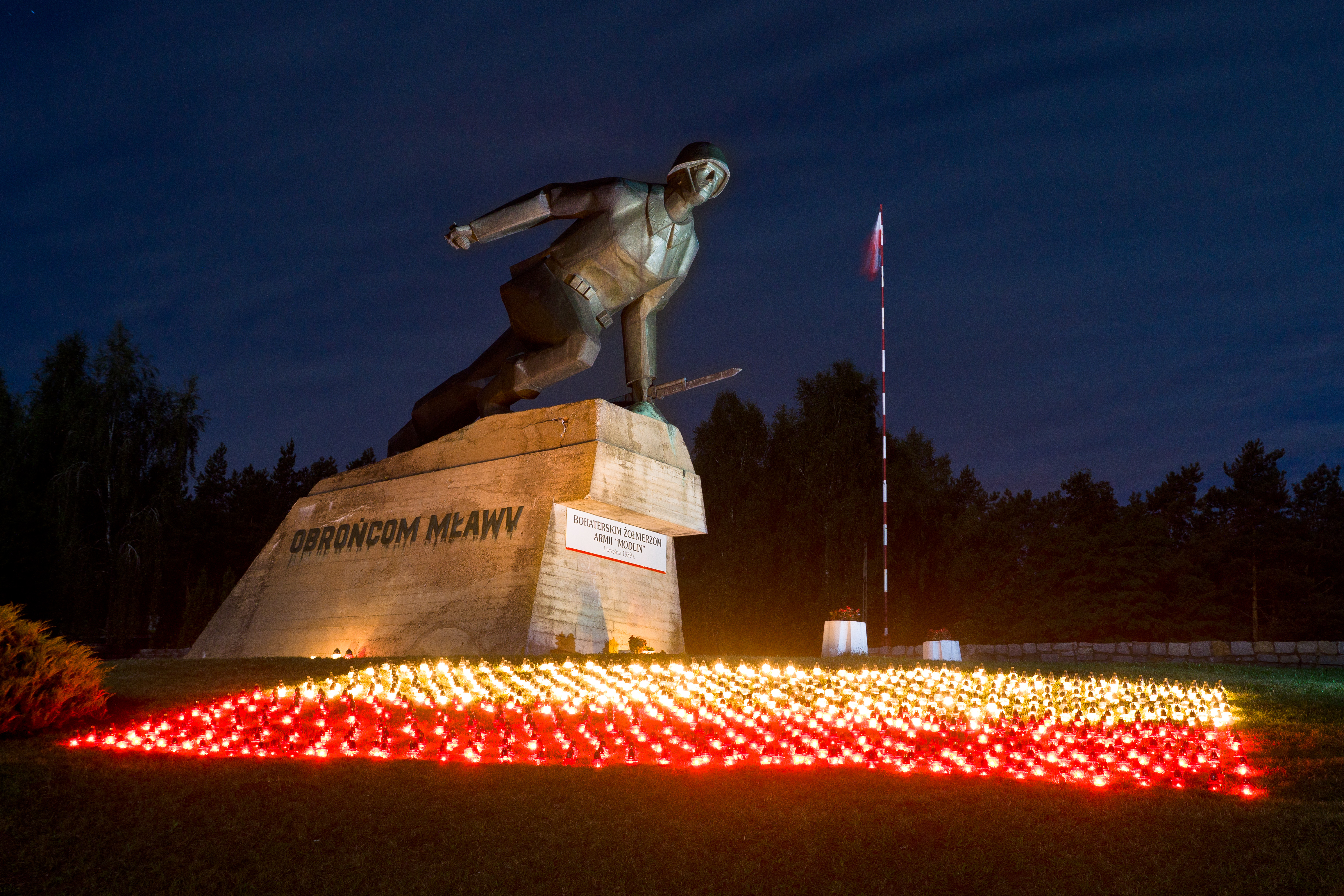
Pomnik Polskiego Piechura w Uniszkach Zawadzkich upamiętniający bitwę

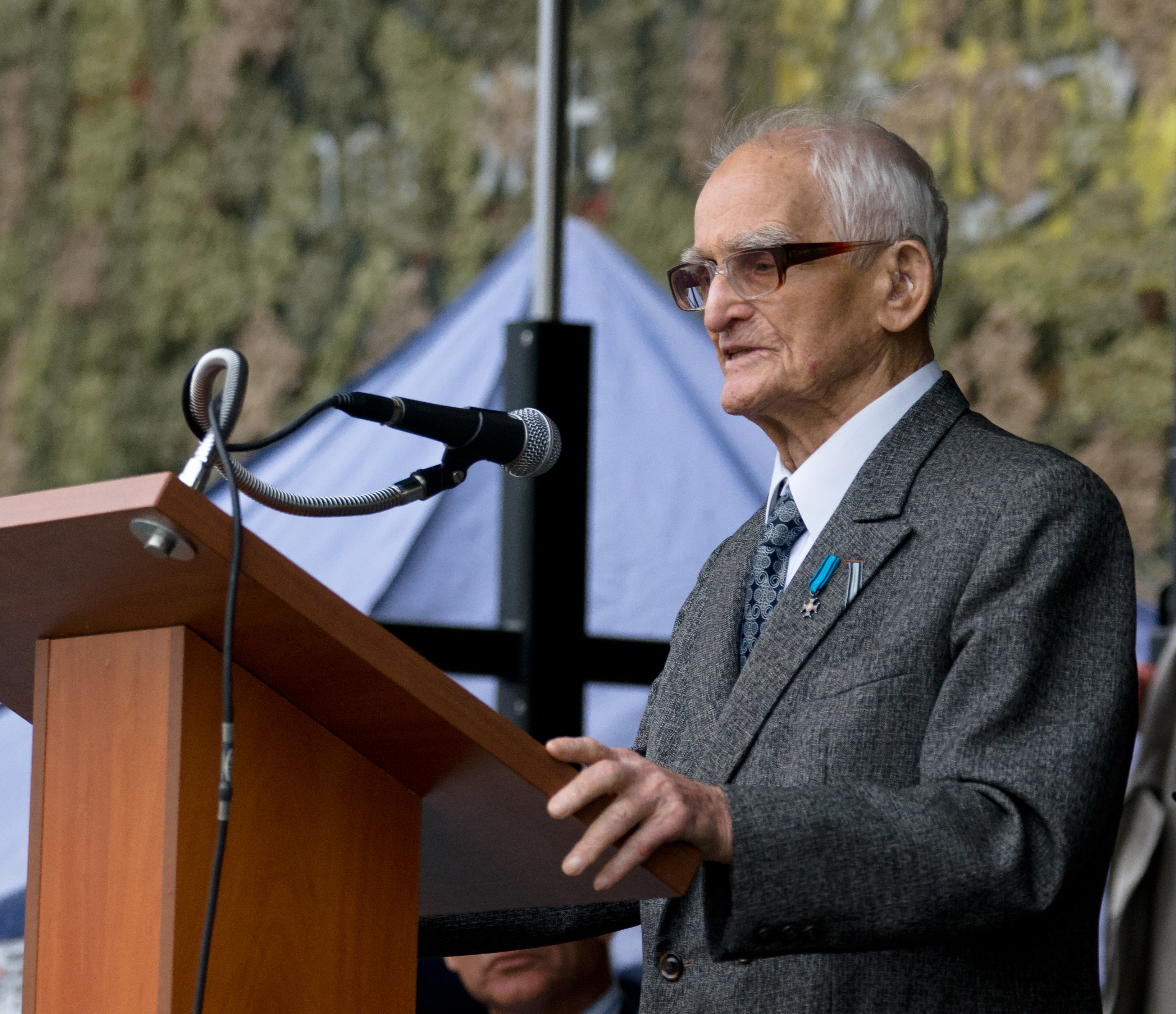
Stanisław Ślesicki, zmarły w 2015 roku żołnierz biorący udział w bitwie pod Mławą. Był dowódcą III plutonu, 8 kompanii, 80 Pułku Piechoty Strzelców Nowogródzkich.

- Walki zostały upamiętnione na Grobie Nieznanego Żołnierza w Warszawie, napisem na jednej z tablic „MŁAWA 1 – 3 IX 1939”,
- 18 maja 1985 w Uniszkach Zawadzkich odsłonięto, widoczny z drogi krajowej nr 7, pomnik Polskiego Piechura upamiętniający bitwę[1].
- 1 września 1985 wprowadzono do obiegu znaczek o nominale 10 zł prezentujący portret płk. dypl. Andrzeja Liszki-Lawicza i obronę Mławy[2].
- NPWM (Najlepszy Przekaz W Mieście) napisał utwór Bitwa Pod Mławą